# イーストウォータールー郡区 (アイオワ州ブラックホーク郡)
イーストウォータールー郡区は、アメリカ合衆国、アイオワ州、ブラックホーク郡にある17の郡区の一つである。2000年の国勢調査で、人口は5936人だった。

## 地理
イーストウォータールー郡区は、38.4平方キロメートル（14.81平方マイル)で、Elk Run HeightsとEvansdaleが含まれている。アメリカ地質調査所によると、この郡区は George Wyth Memorial State ParkとMount Zionのつの霊園が含まれている。